# Cercyonis nephele
Cercyonis nephele är en fjärilsart som beskrevs av Kirby 1837. Cercyonis nephele ingår i släktet Cercyonis och familjen praktfjärilar. Inga underarter finns listade i Catalogue of Life.